# Yves Swolfs

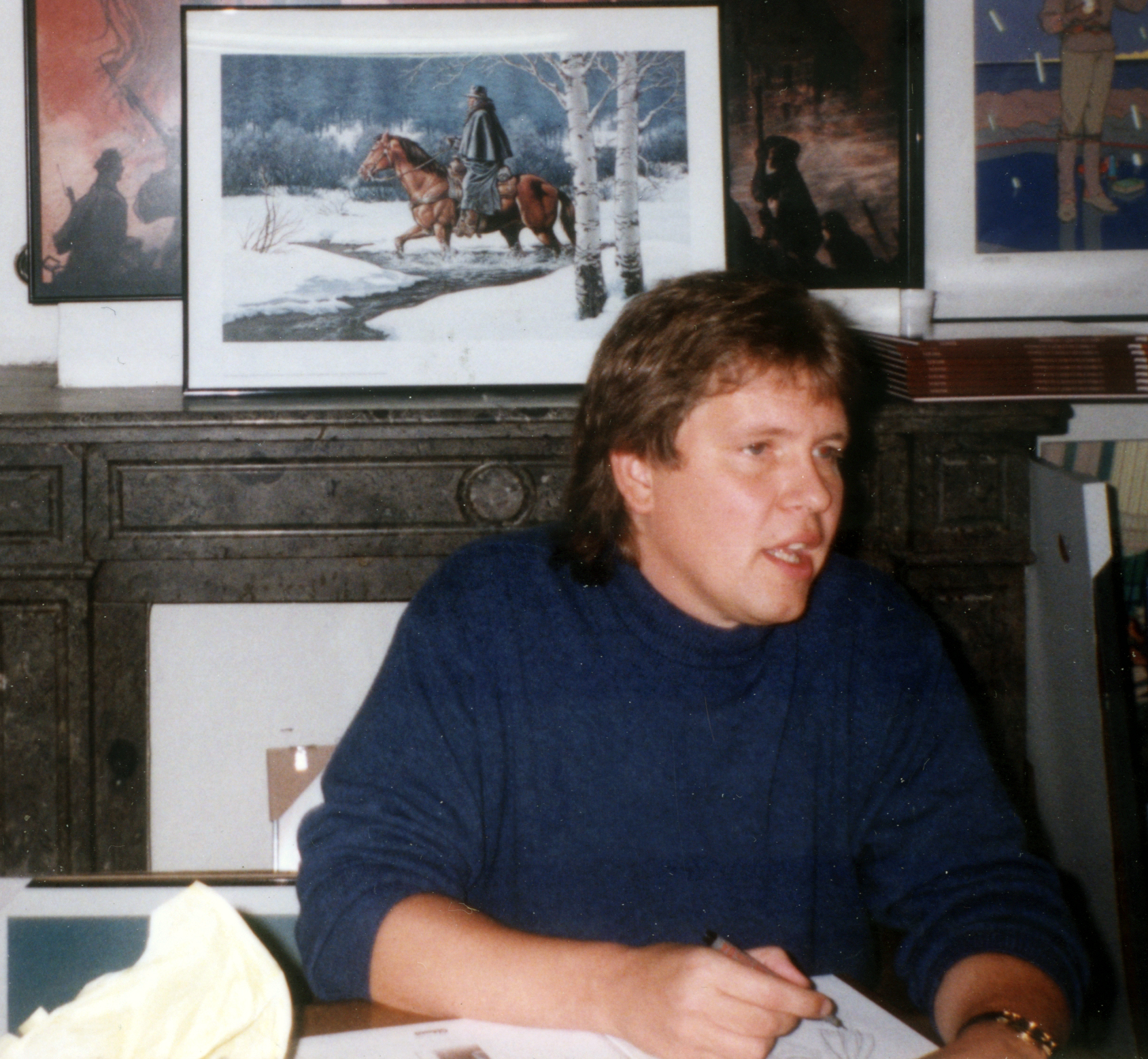
Yves Swolfs (1994)

Yves Swolfs (* 25. April 1955 in Brüssel) ist ein belgischer Comicautor. Er schuf unter anderem die Westernserie Durango und das Vampir-Epos Der Prinz der Nacht.

## Werdegang
Swolfs studierte Journalismus und belegte im Institut Saint-Luc den Lehrgang Comic, den er mit Diplom abschloss. Im Jahr 1980 erschien der erste Band seiner Serie um den Wild-West-Helden Durango beim Verlag Les Archers, die er bis zum 13. Band im Jahr 1998 auch selber zeichnete. Im Jahr 1988 startete bei Glénat sein Werk Dampierre, das zur Zeit der französischen Revolution spielt und bis zum dritten Band von ihm gezeichnet wurde. Ein von ihm vollständig geschrieben und gezeichnetes Werk ist das Vampir-Epos Le prince de la nuit (dt. Der Prinz der Nacht), eine abgeschlossene Serie, die zwischen 1994 und 2001 von Glénat veröffentlicht wurde.
Yves Swolf ist außerdem Autor der dystopischen Science-Fiction-Serie Vlad, der im Jahr 2000 begonnenen Westernserie Black Hills, der Fantasyserie Légende (ab 2003) sowie weiterer Werke.

## Werke (Auswahl)
- Durango (ab 1980), bisher 19 Bände bei verschiedenen Verlagen, auf Deutsch ab 1984, Zeichnungen ab Band 14 von Thierry Girod
- Dampierre (ab 1988), bisher zehn Bände bei Glénat, die ersten zwei Bände erschienen unter dem Titel Feuer und Blut 1990 im Carlsen Verlag, Zeichnungen u. a. von Pierre Legein
- Der Prinz der Nacht (1994–2001), Originaltitel Le prince de la nuit, auf Deutsch ab 1995
- Vlad (2000–2006), Zeichnungen von Griffo, auf Deutsch ab 2000
- Black Hills (1999–2003), Originaltitel Black Hills 1890, der Zeichner Marc-Renier war ab 2005 auch Autor, deutsch ab 2000
- James Healer (2002–2004), Zeichnungen von Giulio de Vita
- Legende (ab 2003), erschienen bei Soleil Productions, auf Deutsch ab 2004
- Lonesome (ab 2018), erschienen bei Splitter Verlag